# 皇家福克兰群岛警察
皇家福克蘭群島警察（英語：Royal Falkland Islands Police，縮寫RFIP）是負責福克蘭群島境內執法的領土警察部隊。現任首席警官是邁克爾·盧克警司。1992年1月1日，英國女王伊莉莎白二世授予福克蘭群島警察部隊“皇家”前綴。

## 歷史
皇家福克蘭群島警察於1846年11月1日成立，弗朗西斯·帕里 (Francis Parry) 被任命為警察局長。福克蘭群島立法委員會於同年10月27日頒布《1846年警察條例》，創建了一個為公眾服務的組織。
警察局自1873年建成以來一直是皇家福克蘭群島警察的總部大樓。這座建築位於福克蘭群島首府史坦利，這座建築多年來增加了幾處擴建，是由當時駐紮在福克蘭群島的英國皇家海軍陸戰隊用石頭建造的。
如今，所有在職警察都駐紮在史坦利的警察局或軍事基地。
1982年6月11日福克蘭戰爭期間，該警察局遭到英國導彈的直接擊中，嚴重受損。後來該建築物的結構得到了修復，但在持續使用了135年之後，於2008年進行了全面翻新。該建築於2009年竣工，於2009年3月24日由安妮長公主啟用。